# Roberto Roy
Roberto Roy es un ingeniero civil, mecánico y político panameño, quien se desempeñó como Ministro de Asuntos del Canal de Panamá de 2012-2019 y como director general del Metro de Panamá de 1 de enero de 2015 hasta el 31 de diciembre de 2019.

## Biografía
Roy se graduó en ingeniería mecánica en el Instituto de Tecnología de Georgia, obteniendo una maestría en Administración Industrial en el mismo Instituto. También se graduó en ingeniería civil en la Universidad Católica Santa María La Antigua Roy lanzó su propia empresa constructora, RM Ingeniería, en 1975. En septiembre de 2012, Roy fue nombrado caballero de la Legión de Honor francesa en una ceremonia presidida por el embajador francés Hugues Goisbault. En mayo de 2016, el gobierno de España le concedió a Roy la Orden del Mérito Civil. En su rol como Ministro, Roy supervisó la ampliación del Canal de Panamá en junio de 2016.